# Herodotus (kráter)

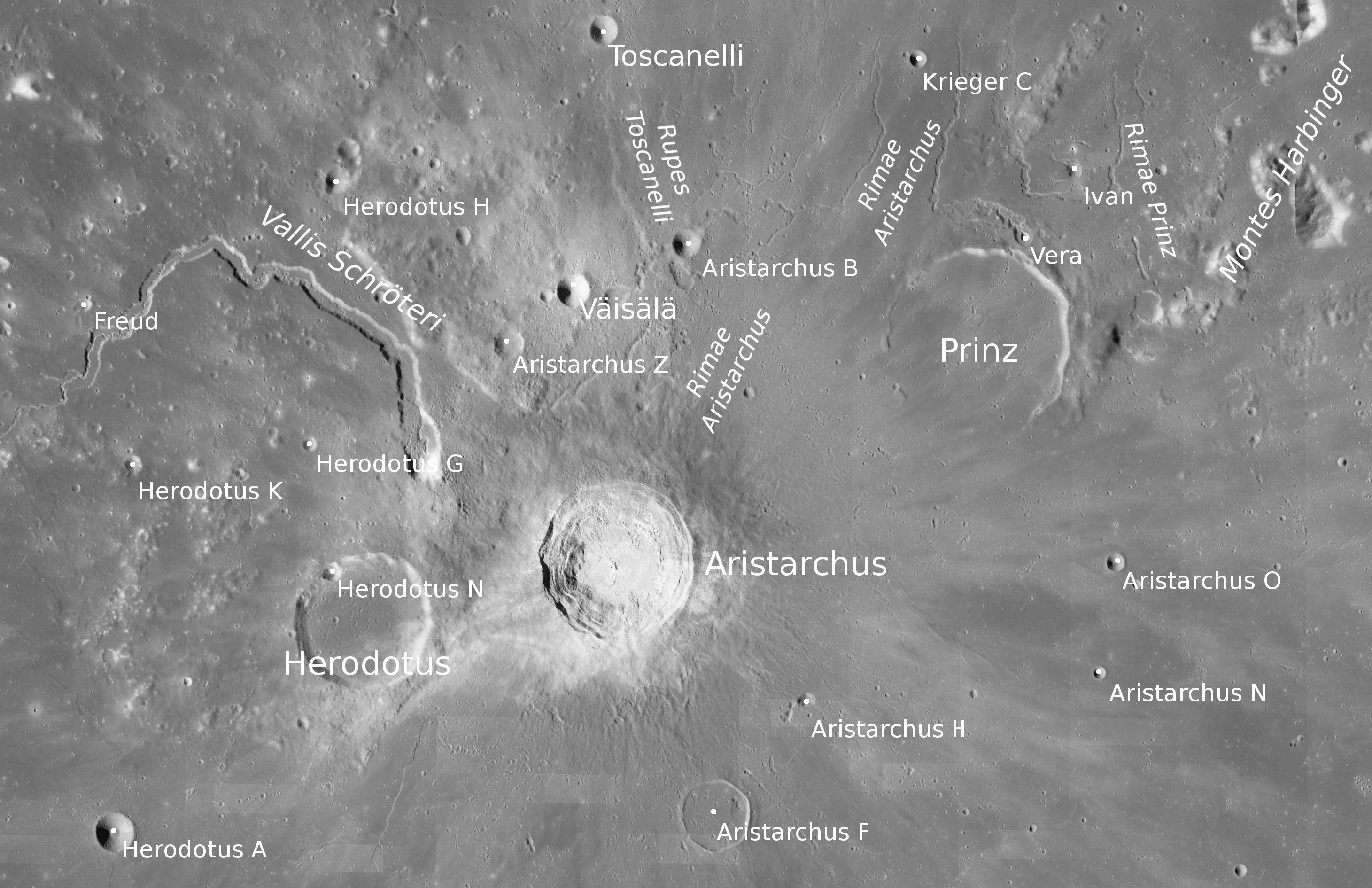
Kráter Herodotus a okolí.

Herodotus je lávou zatopený impaktní kráter nacházející se na pevninském výběžku uprostřed měsíčního moře Oceanus Procellarum (Oceán bouří) na přivrácené straně Měsíce. Má průměr 35 km, jeho dno je zatopeno bazaltickou lávou a postrádá tedy centrální pahorek.
Podle hlavního kráteru je pojmenována hora Mons Herodotus ležící severo-severozápadně a také Herodotus ω (omega), což je lunární dóm (typ štítové sopky) nacházející se přímo na jih v Oceánu bouří. Severně se táhne známé měsíční údolí Vallis Schröteri, východně pak leží výrazný kráter Aristarchus.

## Název
Pojmenován je podle starořeckého historika Hérodota z Halikarnássu.

## Satelitní krátery
V okolí kráteru se nachází několik dalších kráterů. Ty byly označeny podle zavedených zvyklostí jménem hlavního kráteru a velkým písmenem abecedy. Kráter Herodotus D byl přejmenován na Raman (není tedy v tabulce uveden).
| Herodotus | Sel. šířka | Sel. délka | Průměr |
| --------- | ---------- | ---------- | ------ |
| A         | 21.5° S    | 52.0° Z    | 10 km  |
| B         | 22.6° S    | 55.4° Z    | 6 km   |
| C         | 21.9° S    | 55.0° Z    | 5 km   |
| E         | 29.5° S    | 51.8° Z    | 48 km  |
| G         | 24.7° S    | 50.2° Z    | 4 km   |
| H         | 26.8° S    | 50.0° Z    | 6 km   |
| K         | 24.5° S    | 51.9° Z    | 5 km   |
| L         | 26.1° S    | 53.2° Z    | 4 km   |
| N         | 23.7° S    | 50.0° Z    | 4 km   |
| R         | 27.3° S    | 53.9° Z    | 4 km   |
| S         | 27.7° S    | 53.4° Z    | 4 km   |
| T         | 27.9° S    | 53.8° Z    | 5 km   |